# Oslomet – Uniwersytet Metropolitalny w Oslo
Oslomet – Uniwersytet Metropolitalny w Oslo (norw. Oslomet – storbyuniversitetet), dawniej Szkoła Wyższa w Oslo i Akershus (norw. Høgskolen i Oslo og Akershus, HiOA) – norweski uniwersytet państwowy z siedzibą w Oslo, Sandvika i Kjeller (gminy Oslo, Bærum i Lillestrøm). Uczelnia prowadzi badania i nauczanie w dziedzinie nauk społecznych, medycznych, pedagogiki, technologii, sztuki i designu. Na Oslomet zatrudnionych jest około 1400 pracowników naukowych, 800 pracowników administracyjno-technicznych, a studiuje na nim około 20 000 studentów.

## Historia
Szkoła Wyższa w Oslo i Akershus (HiOA) została utworzona 1 sierpnia 2011 roku w wyniku połączenia dwóch państwowych uczelni: Szkoły Wyższej w Oslo oraz Szkoły Wyższej w Akershus, przez co stały się największą szkołą wyższą w Norwegii. W 2014 i 2016 roku wcześniejsze samodzielne państwowe jednostki badawcze: Instytut Badań nad Rynkiem Pracy (Arbeidsforskningsinstituttet), Norweski Instytut Badań nad Dorastaniem, Dobrobytem i Starzeniem (Norsk institutt for forskning om oppvekst, velferd og aldring), Norweski Instytut Badań nad Miastami i Regionami (Norsk institutt for by- og regionforskning), a także Państwowy Instytut Badań nad Konsumpcją (Statens institutt for forbruksforskning) zostały połączone z HiOA, przez co powstał największy ośrodek badawczy nauk społecznych w Norwegii. Decyzją rządu z 12 stycznia 2018 roku, HiOA została przekształcona w uniwersytet i otrzymała nazwę Oslomet – Uniwersytet Metropolitalny w Oslo.

## Siedziba
Oslomet ma trzy kampusy: kampus Pilestredet w Oslo (Frydenlund, Pilestredet park oraz Holbergs plass), kampus Kjeller, a także kampus Sandvika (Centrum Naukowe w Sandvika).

## Wydziały, instytuty i centra
Uniwersytet Oslomet składa się z czterech wydziałów, podzielonych na 19 instytutów:
- Wydział Nauk o Zdrowiu (Fakultet for helsevitenskap)
  - Instytut Nauk Behawiorystycznych (Institutt for atferdsvitenskap)
  - Instytut Terapii Zajęciowej i Ortopedii (Institutt for ergoterapi og ortopediingeniørfag)
  - Instytut Fizjoterapii (Institutt for fysioterapi)
  - Instytut Nauk Medycznych (Institutt for naturvitenskapelige helsefag)
  - Instytut Pielęgniarstwa i Promocji Zdrowia (Institutt for sykepleie og helsefremmende arbeid)
- Wydział Pedagogiczny i Studiów Międzynarodowych (Fakultet for lærerutdanning og internasjonale studier)
  - Instytut Pedagogiki Wczesnoszkolnej (Institutt for barnehagelærerutdanning)
  - Instytut Pedagogiki Szkolnej i Nauczania Przedmiotowego (Institutt for grunnskole- og faglærerutdanning)

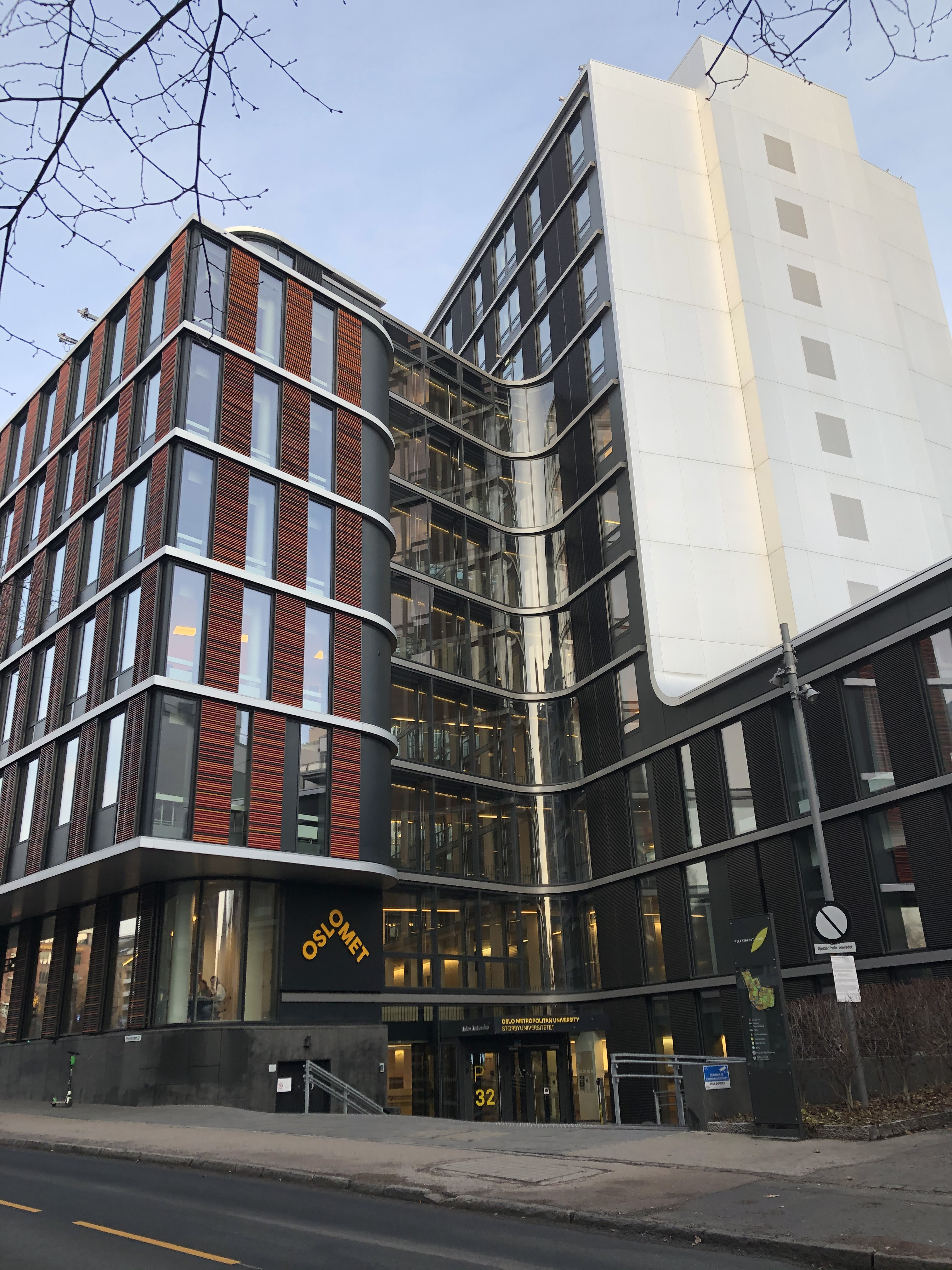
Jeden z budynków uniwersyteckich w kampusie Pilestredet w Oslo

  - Jeden z budynków uniwersyteckich w kampusie Pilestredet w OsloInstytut Studiów Międzynarodowych i Kształcenia Tłumaczy (Institutt for internasjonale studier og tolkeutdanning)
  - Instytut Kształcenia Zawodowego (Institutt for yrkesfaglærerutdanning)
- Wydział Nauk Społecznych (Fakultet for samfunnsvitenskap)
  - Instytut Archiwistyki, Bibliotekoznawstwa i Nauk o Informacji (Institutt for arkiv-, bibliotek- og informasjonsfag)
  - Instytut Dziennikarstwa i Medioznawstwa (Institutt for journalistikk og mediefag)
  - Instytut Administracji Publicznej i Badań nad Dobrobytem (Institutt for offentlig administrasjon og velferdsfag)
  - Instytut Nauk Społecznych (Institutt for sosialfag)
  - Wyższa Szkoła Handlowa (Handelshøyskolen)
- Wydział Technologii, Sztuki i Designu (Fakultet for teknologi, kunst og design)
  - Instytut Techniki Budowlanej i Energetycznej (Institutt for bygg- og energiteknikk)
  - Instytut Sztuk Pięknych (Institutt for estetiske fag)
  - Instytut Maszyn, Elektroniki i Chemii (Institutt for maskin, elektronikk og kjemi)
  - Instytut Technologii Informacyjnej (Institutt for informasjonsteknologi)
  - Instytut Wzornictwa (Institutt for produktdesign)

Dodatkowo przy Oslomet działają trzy centra: 
- Narodowe Centrum Edukacji Wielokulturowej (Nasjonalt senter for flerkulturell opplæring, NAFO)
- Centrum Badań Zawodowych (Senter for profesjonsstudier, SPS)
- Centrum Badań nad dobrobytem i pracą (Senter for velferds- og arbeidslivsforskning), powstałe z połączenia wcześniejszych samodzielnych instytutów badawczych:
  - Instytut Badań nad Rynkiem Pracy (Arbeidsforskningsinstituttet), od 2014 roku
  - Norweski Instytut Badań nad Dorastaniem, Dobrobytem i Starzeniem (Norsk institutt for forskning om oppvekst, velferd og aldring), od 2014 roku
  - Norweski Instytut Badań nad Miastami i Regionami (Norsk institutt for by- og regionforskning), od 2016 roku
  - Państwowy Instytut Badań nad Konsumpcją (Statens institutt for forbruksforskning), od 2016 roku